# Nakamichi
Nakamichi (яп. 中道), кит. 中道) — японская компания, основанная в 1948 году. В 1973—1993 годах Nakamichi под руководством радиоинженеров братьев Эцуро (англ.) и Ниро Накамити ( (яп. 中道仁郎)) компания стала ведущим разработчиком и производителем образцовых кассетных дек. В 1993 году, с угасанием спроса на кассетную технику, компания прекратила её выпуск и, не найдя новые ниши на рынке, фактически прекратила существование к концу 1990-х. Торговая марка Nakamichi перешла к гонконгской компании Grande Holdings, а Ниро Накамити основал собственную компанию — Niro Nakamichi. В настоящее время под маркой Nakamichi выпускается массовая аудиотехника.

## История
Эцуро Накамити, в годы Второй Мировой войны — радиоинженер японского флота, основал Nakamichi Research в 1948 году. В 1957 году Nakamichi выпустил для японского рынка первый катушечный магнитофон Fidela. В 1969 году Nakamichi стала первой японской компанией, получившей лицензию на применение Dolby B. В 1960-е и первую половину 1970-х годов торговая марка Nakamichi была мало известна за пределами Японии; на рынках США и Европы её продукты продавались с 1967 года под марками Fisher, Concord, Wharfedale, Elac, Leak, Goodmans, Sansui, Saba, Harman/Kardon и другими.
С появлением в 1964 году компакт-кассет Эцуро и Ниро сделали ставку на новый формат, и к 1973 году предложили рынку модели 1000 и 700, бывшие на тот момент абсолютно лучшими кассетными деками. Вплоть до 1993 года флагманские модели Nakamichi определяли технологический потолок магнитной звукозаписи своего времени. Начиная с 1979 года, одновременно производились два «флагмана» с примерно равными возможностями по звуку; у одного из них управление калибровкой было автоматизированным, у другого — полностью ручным.

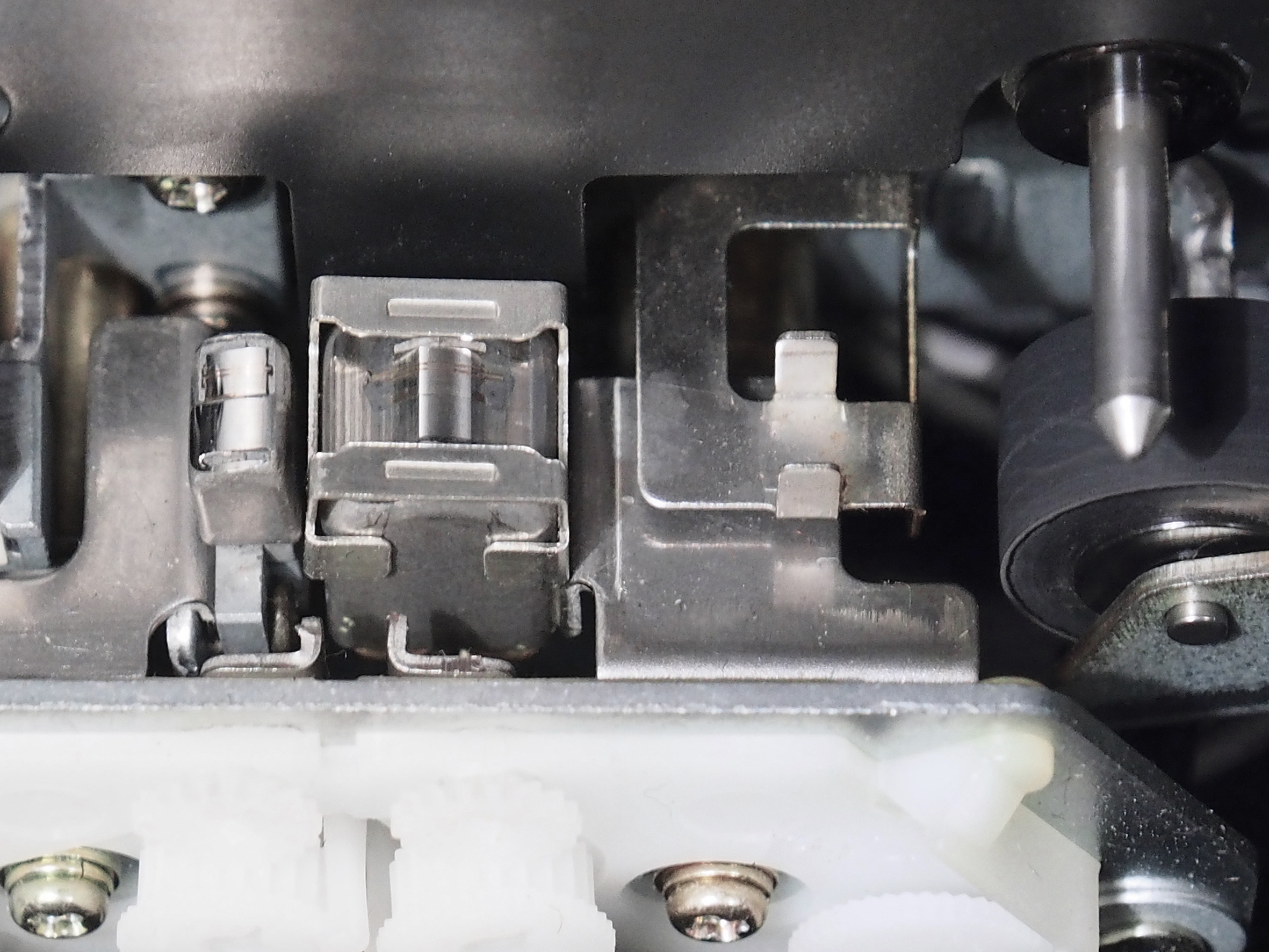
Насадка на головку воспроизведения у Nakamichi DR-2, отодвигающая фетровую подушку компакт-кассеты

- 1973—1984: Nakamichi 1000. Помимо двухвального лентопротяжного механизма, сквозного тракта с раздельными головками записи и воспроизведения и системы шумоподавления, модели 1000 и 700 имели встроенные средства калибровки подмагничивания, выставления номинального уровня записи и азимута угла установки головок. В последующие годы калибровка подмагничивания и (существенно реже) уровня записи появилась и у конкурентов, но оперативная коррекция угла установки головок навсегда осталась «изюминкой» Nakamichi. Модель 1000 первого поколения с ручной калибровкой уровней была снята с производства уже в 1977 году; её новые версии продолжали выпускать малыми партиями в 1978—1984, независимо от выхода на рынок новейших флагманских моделей. Nakamichi 1000ZXL Limited выпуска 1981 года с золотым покрытием лицевой панели и элементов лентопротяжного механизма, корпусом из красного дерева, с автоматической установкой азимута головки записи, уровнем записи, с полностью компьютеризированной калибровкой по четырём частотам и эквализацией, — стала своеобразным вершиной развития кассетных дек и одновременно самой дорогой моделью фирмы (6000 долларов). При этом вплоть до 1984 года она комплектовалась только системой шумопонижения Dolby B, а Dolby C можно было воспользоваться только через внешний блок шумоподавления.
- 1978—1981: Nakamichi 580. Если верхние модели 700/700II/1000/1000II поставлялись в «шкафу», то, начиная с модели 580, более простые (в классификации Nakamichi) модели стали выпускаться в низком «стоечном» корпусе. У моделей второго поколения, начиная с Nakamichi 580 M, запущенной в серию в 1978 году, а также моделей выпуска 1979 года (480/481/482/581/582/660ZX/670ZX/680/680ZX) впервые появилась насадка на головку воспроизведения, отодвигавшая фетровую прижимную подушку (стандартный элемент компакт-кассеты, прижимающий ленту к головке) от ленты. Натяжение ленты создавалось двумя ведущими валами, а подушка, по мнению инженеров Nakamichi, мешала равномерному движению ленты по головкам. В дальнейшем это решение применялось у Nakamichi на всех выпускаемых моделях, включая модели с двумя головками. У модели Nakamichi 580 этой насадки нет и лента проходит, касаясь только одной головки воспроизведения, изготовленной из кристаллоя, головка стирания находится над левым роликом. Начиная с модели 582Z, в стандартном оснащении появляется Dolby C, а входы и выходы для подключения внешнего блока шумоподавления исчезают за ненадобностью.
- 1979—1984: Nakamichi 1000ZXL. Первый в мире кассетный магнитофон с тремя раздельными головками Nakamichi 1000, изготовленный в 1973 году, достиг возможности записывать фонограммы с частотным диапазоном вплоть до 20 000 Гц и установил максимально возможный уровень качества записи на компакт-кассету для 1970-х годов. Nakamichi 1000ZXL расширил рубежи качественной записи, увеличив частотный диапазон на плёнках любого типа до 18—25000 Гц. Магнитофон автоматически устанавливал идеальные условия воспроизведения и подготовки к записи на любой вид кассетной плёнки; он имел 2 микропроцессора: A.B.L.E (Azimuth, Bias, Level, Equalizer) и RAMM (Random Access Music Memory). Автоматическая компьютеризированная калибровка компакт-кассеты происходила по четырём частотам. Считается, что эта модель вобрала в себя все самые передовые достижения из области магнитной записи.
- 1980—1982: Nakamichi 700ZXL. Вместе с 700ZXE, которая выпускалась два года (1981—1982) и 1000ZXL (1979—1984) общепризнанно считаются кассетными деками второго поколения, вплотную подошедшими к звучанию катушечных магнитофонов. Nakamichi 700ZXL полностью компьютеризированная кассетная дека с автоматической установкой азимута записывающей головки, калибровкой лент по трём частотам и эквализацией (система A.B.L.E. (Azimuth, Bias, Level, Equalizer). Как и на модели 1000ZXL, в ней присутствовала система RAMM (Random Access Music Memory). Их младшие наследники — Nakamichi LX-5 (1981—1984) и дека с двумя головками Nakamichi LX-3 (1982—1984).

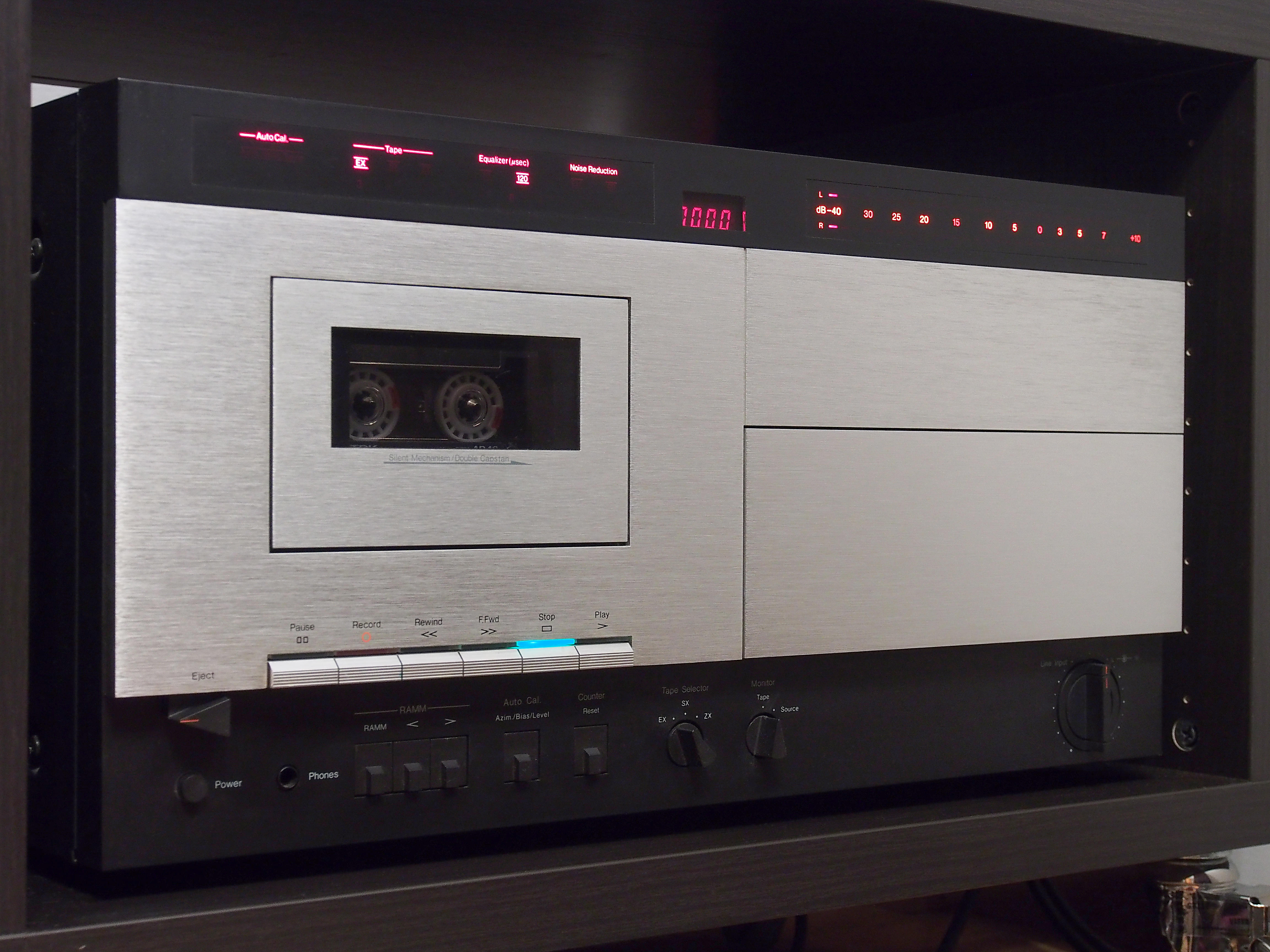
Nakamichi 700ZXE (1981—1982)

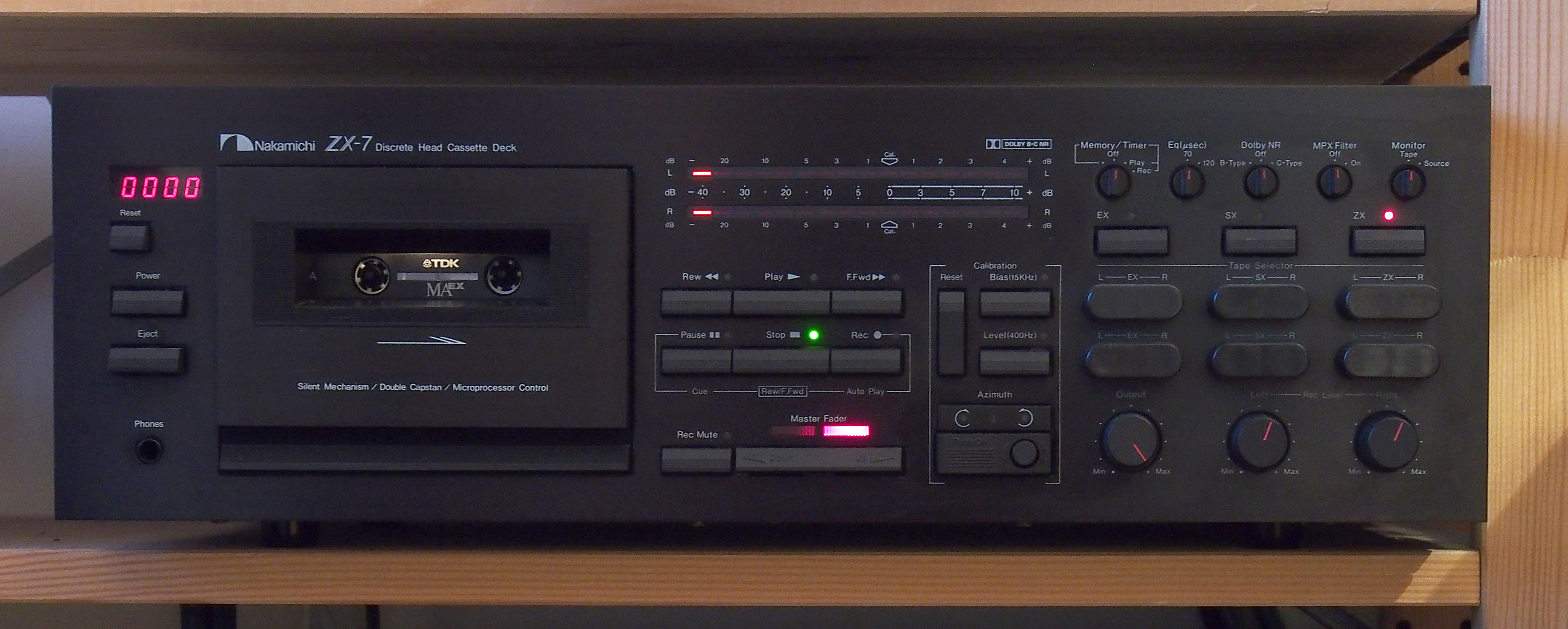
Nakamichi ZX-7 (1981—1984)

- 1981—1984: Nakamichi ZX-7. С выпуском второго поколения - в 1981 - модели ZX-7, в 1982 - модели ZX-9 и одновременным выпуском 1000ZXL развитие кассетной технологии исчерпало себя: был достигнут предел по качеству звучания, который навсегда остался непреодолимым. Все последующие изменения влияли либо на удобство пользователя, либо на себестоимость продукта. С этого момента начал сокращаться разрыв между Nakamichi и производителями массовых марок магнитофонов, которые вскоре приблизились к лидеру если не по качеству звука, то по функциональности и численным показателям. Особенностью ZX-7 и её модифицированной модели ZX-9 было наличие трёх параллельных блоков калибровки — на каждый тип ленты имелся свой набор регулировочных потенциометров. Все регулировки, включая установку азимута головки (в отличие от моделей 681XZ/682ZX/700ZXE/700ZXL/1000ZXL), оставались полностью ручными.
- 1982—1993: Nakamichi Dragon — модель второго поколения кассетных дек фирмы Nakamichi, особенностью которой стало наличие автореверса. За это удобство пришлось расплатиться особо сложным механизмом, уникальной головкой воспроизведения и усложнением электронного тракта. Магнитофон имел автоматическую регулировку азимута и полностью ручные регулировки калибровки на три типа магнитных лент. Dragon выпускался больше всех остальных моделей — 11 лет; ежегодно производилось около 3800 штук. За всё время изготовления они подвергались доработке. Магнитофоны, выпущенные в последние 6 лет, считались наиболее надёжными, в которых были устранены некоторые недостатки, присущие ранним выпускам.
- 1985—1994: Nakamichi MR-1 и MR-2. Эта серия была выпущена для профессионального рынка с разъемами XLR и рэковыми креплениями. Магнитофон с тремя головками и сквозным каналом MR-1 и магнитофон с двумя головками MR-2 (профессиональные версии магнитофонов BX-300 и BX-150 соответственно).
- 1986—1993: Nakamichi CR-70. В 1986, параллельно с Dragon, была запущена «обычная» (без реверса) флагманская модель, уже третьего поколения, — CR-70 и её упрощенная версия CR-50 (для рынка Америки и Европы эти модели обозначались как CR-7A/E и CR-5A/E, соответственно). Nakamichi CR-50 выпускалась в 1986—1990 годах. Nakamichi CR-70 и CR-50 первых лет выпуска оказались не столь надёжными. Поздние CR-70/50, в которых недостатки были исправлены, стали лучшими моделями третьего поколения Nakamichi. С ними могли лишь конкурировать топовые модели магнитофонов Tandberg, TEAC, Alpine (англ.) / Luxman (англ.).

Параллельно с флагманскими моделями Nakamichi производил и машины среднего и нижнего уровня в классификации Nakamichi (префиксы ZX, BX, RX, DR, а также Cassette Deck (CD)); из них наиболее интересны деки с системой UDAR (префикс RX) — «односторонним автореверсом», который физически переворачивал кассету при неизменном направлении протяжки ленты.

## Современность
Во второй половине 1990-х Nakamichi под руководством Ниро Накамити вышла на рынок автомобильной аудиотехники, а также выпустила уникальный на то время шестидисковый компьютерный привод CD-ROM. Ни то, ни другое направление не оказалось конкурентоспособным, и в 1998 году Ниро Накамити покинул угасавшую фирму, а в 2002 она была признана банкротом. Перейдя в собственность гонконгской Grande Holdings, фирма начала заниматься разработкой и выпуском телевизоров, домашних аудиосистем, автомобильных аудиосистем, наушников, домашних кинотеатров, проигрывателей DVD и Blu-ray.